# الركادة (الرڭادة)
الركادة هي إحدى مشيخات المملكة المغربية، تتبع جغرافيا لإقليم تيزنيت وإداريًا لالرڭادة. يقدر عدد سكانها بـ 9094 نسمة حسب الإحصاء الرسمي للسكان والسكنى لسنة 2004.